# 진철원
천저위안(陈哲远, 1996년 10월 29일 ~ )은 중국의 배우이다.

## 출연작

### 드라마
- 2017년 아이치이 웹드라마 《비과》 - 두안바이원 역
- 2018년 저장 위성 텔레비전 주파극장 《촉산전기 2》 - 여영기 역
- 2018년 망고 TV 웹드라마 《타흔표량》 - 뤼샤오웨이 역
- 2018년 아이치이 웹드라마 《친애적활조종》 - 젠쥔 역
- 2020년 아이치이 웹드라마 《당인가탐안》 - 노다코지 역
- 2020년 CCTV-8 황금강당극장 《절대쌍교》 - 강소어 역
- 2020년 아이치이 웹드라마 《봉려구천》 - 야군청 역
- 2021년 유쿠 웹드라마 《십이담》 - 백옥서 역
- 2021년 망고 TV 웹드라마 《암격리적비밀 : 서랍 속 비밀》 - 저우스위에 역
- 2022년 아이치이 웹드라마 《아적반파남우 : 나의 빌런 남친》 - 샤오우디 역